# Дональдсонвілл (Луїзіана)
Дональдсонвілл (англ. Donaldsonville) — місто (англ. city) в США, в окрузі Ассансьйон штату Луїзіана. Населення — 6695 осіб (2020).

## Географія
Дональдсонвілл розташований за координатами 30°5′42″ пн. ш. 90°59′33″ зх. д. / 30.09500° пн. ш. 90.99250° зх. д. (30.095069, -90.992544).  За даними Бюро перепису населення США в 2010 році місто мало площу 9,86 км², з яких 9,80 км² — суходіл та 0,06 км² — водойми.

## Демографія
Згідно з переписом 2010 року, у місті мешкало 7436 осіб у 2681 домогосподарстві у складі 1869 родин. Густота населення становила 754 особи/км².  Було 3011 помешкання (305/км²).
Расовий склад населення:
| - 76,0 % — чорних або афроамериканців - 22,9 % — білих - 0,2 % — корінних американців - 0,2 % — азіатів |

До двох чи більше рас належало 0,5 %. Частка іспаномовних становила 0,9 % від усіх жителів.
За віковим діапазоном населення розподілялося таким чином: 29,3 % — особи молодші 18 років, 57,8 % — особи у віці 18—64 років, 12,9 % — особи у віці 65 років та старші. Медіана віку мешканця становила 33,4 року. На 100 осіб жіночої статі у місті припадало 83,4 чоловіків;  на 100 жінок у віці від 18 років та старших — 75,0 чоловіків також старших 18 років.
Середній дохід на одне домашнє господарство  становив 46 670 доларів США (медіана — 33 545), а середній дохід на одну сім'ю — 54 835 доларів (медіана — 40 411). Медіана доходів становила 42 031 долар для чоловіків та 24 968 доларів для жінок. За межею бідності перебувало 28,4 % осіб, у тому числі 51,2 % дітей у віці до 18 років та 17,9 % осіб у віці 65 років та старших.
Цивільне працевлаштоване населення становило 3055 осіб. Основні галузі зайнятості: освіта, охорона здоров'я та соціальна допомога — 20,7 %, роздрібна торгівля — 18,6 %, виробництво — 12,2 %, науковці, спеціалісти, менеджери — 8,7 %.